# Eleição municipal de Ribeirão Preto em 1992
A Eleição municipal de Ribeirão Preto ocorreu no dia 3 de outubro de 1992, para a eleição de um prefeito, um vice-prefeito e mais 15 vereadores. O prefeito Welson Gasparini (PSDB) terminara seu mandato em 1º de janeiro do ano seguinte.
Como nenhum dos candidatos atingiram 50+1% houve segundo turno em 15 de novembro do mesmo ano entre Duarte Nogueira (PFL) e Antonio Palocci (PT), vencendo a disputa eleitoral Antonio Palocci, governando a cidade pelo período de 1º de janeiro de 1993 a 31 de dezembro de 1996.

## Candidatos a prefeito
| Candidato(a)                    | Nome na Legenda   | Partido | Nº | Coligação                                              |
| ------------------------------- | ----------------- | ------- | -- | ------------------------------------------------------ |
| Antonio Palocci                 | Palocci           | PT      | 13 | "Frente Popular Democrática" (PT, PPS, PSB, PSDB e PV) |
| Álvaro Dilermando Farias Chaves | Dilermando Chaves | PMN     | 33 | sem coligação                                          |
| Antônio Duarte Nogueira Júnior  | Duarte Nogueira   | PFL     | 25 | sem coligação                                          |
| João Gilberto Sampaio           | João Gilberto     | PMDB    | 15 | sem coligação                                          |
| Luís Roberto Jábali             | Jábali            | PDC     | 17 | sem coligação                                          |
| Marcelino Romano Machado        | Marcelino Romano  | PDS     | 11 | sem coligação                                          |

## Resultados

### Poder Executivo
| Candidato(a)                         | Vice                   | 1º Turno 3 de outubro de 1992 | 1º Turno 3 de outubro de 1992 |
| Candidato(a)                         | Vice                   | Votação                       | Votação                       |
|                                      |                        | Total                         | Porcentagem                   |
| ------------------------------------ | ---------------------- | ----------------------------- | ----------------------------- |
| Antônio Duarte Nogueira Júnior (PFL) |                        | 57.077                        | 28,05%                        |
| Antonio Palocci (PT)                 | Joaquim Rezende (PSDB) | 49.606                        | 24,38%                        |
| Luís Roberto Jábali (PDC)            |                        | 46.066                        | 22,64%                        |
| João Gilberto Sampaio (PMDB)         |                        | 32.882                        | 16,16%                        |
| Marcelino Romano Machado (PDS)       |                        | 14.904                        | 7,32%                         |
| Dilermando Chaves (PMN)              |                        | 2.944                         | 1,45%                         |
| Total de votos válidos               | Total de votos válidos | 203.479                       | 79,26%                        |
| Votos em branco                      | Votos em branco        | 12.016                        | 5,14%                         |
| Votos nulos                          | Votos nulos            | 18.201                        | 7,79%                         |
| Total                                | Total                  | 233.696                       | 91,03%                        |
| Abstenções                           | Abstenções             | 23.036                        | 8,97%                         |
| Total de eleitores                   | Total de eleitores     | 256.732                       | 100%                          |

| Candidato(a)                         | Coligação              | 2º Turno 15 de novembro de 1992 | 2º Turno 15 de novembro de 1992 |
| Candidato(a)                         | Coligação              | Votação                         | Votação                         |
|                                      |                        | Total                           | Porcentagem                     |
| ------------------------------------ | ---------------------- | ------------------------------- | ------------------------------- |
| Antonio Palocci (PT)                 |                        | 112.359                         | 52,82%                          |
| Antônio Duarte Nogueira Júnior (PFL) |                        | 100.368                         | 47,18%                          |
| Total de votos válidos               | Total de votos válidos | 212.727                         | 82,86%                          |
| Votos em branco                      | Votos em branco        | 1.782                           | 0,77%                           |
| Votos nulos                          | Votos nulos            | 16.009                          | 6,94%                           |
| Total                                | Total                  | 230.518                         | 89,79%                          |
| Abstenções                           | Abstenções             | 26.214                          | 10,21%                          |
| Total de eleitores                   | Total de eleitores     | 256.732                         | 100%                            |

### Poder Legislativo
Foram eleitos os candidatos pra 11ª Legislatura de Ribeirão Preto
| Nome do eleito           | Partido | Votos | %    |
| ------------------------ | ------- | ----- | ---- |
| Coraucci Neto            | PFL     | 6.505 | 2,78 |
| João Gilberto Filho      | PMDB    | 4.634 | 1,98 |
| Baleia Rossi             | PMDB    | 4.110 | 1,76 |
| Rafael Silva             | PDT     | 3.396 | 1,45 |
| Sebastião Xavier         | PFL     | 2.933 | 1,28 |
| Valério Velonni          | PFL     | 2.459 | 1,05 |
| Cícero Gomes             | PTB     | 2.341 | 1,00 |
| Delcides Canelli         | PCdoB   | 2.155 | 0,92 |
| Fernando Chiarelli       | PDS     | 2.133 | 0,91 |
| Antonio Carlos Morandini | PDC     | 2.132 | 0,91 |
| Plauto Leal              | PDC     | 2.120 | 0,91 |
| Vicente Seixas           | PDC     | 1.979 | 0,90 |
| Isac Jorge Filho         | PSDB    | 1.926 | 0,85 |
| Antônio Lorenzano        | PDC     | 1.909 | 0,82 |
| Joana Leal Garcia        | PT      | 1.845 | 0,79 |
| José Bepe Guedes de Luna | PRN     | 1.845 | 0,79 |
| Dácio Campos             | PMDB    | 1.653 | 0,71 |
| Leopoldo Paulino         | PSB     | 1.636 | 0,70 |
| Wandeir Gomes            | PDS     | 1.615 | 0,69 |
| Mauro César de Mello     | PTB     | 1.558 | 0,67 |
| Delvita                  | PSDB    | 1.436 | 0,61 |